# GCOS
GCOS (МФА: [ˈdʒiːkoʊs]; сокр. от General Comprehensive Operating System) — семейство операционных систем, ориентированных для работы на мейнфреймах. Их первый представитель был разработан компанией General Electric в 1962 году; и изначально она называлась GECOS (General Electric Comprehensive Operating Supervisor).
Она используется и по сей день, хотя очень редко, и зачастую по историческим причинам. Программы для этой операционной системы обычно написаны на GMAP (ассемблер), COBOL, Fortran или ALGOL.

## История
Операционная система GECOS-II (General Electric Comprehensive Operating System II) была создана компанией General Electric для 36-битного мейнфрейма GE-635 (англ.) в 1962—1964 годах. Несмотря на то, что архитектура GE-635 сильно отличалась от архитектуры System/360, суть ОС была близка к IBM DOS/360. GECOS-II поддерживала пакетную обработку данных с динамическим выделением памяти, что делает её настоящей ОС второго поколения.
После того, как Honeywell приобрела компьютерное подразделение компании General Electric, GECOS-III была переименована в GCOS3. Имя «GCOS» стало общим названием для операционных систем Honeywell. В 1974 началась разработка GCOS64, 32-битной операционной системы для машин серии Level 64. В 1975 году началась разработка новых 16-битных мини-компьютеров Level 6 (кодовое имя-NML). В 1979 было решено переименовать Level 6 в DSP 6 , Level 62 — в DSP 4, Level 64 — в DSP 7, а Level 66 — в DSP 8. Так же были изменены названия ОС для них (GCOS6, GCOS4, GCOS7 и GCOS8).
В дальнейшем DPS 6 и DPS 4 были заменены серверами под управлением Motorola 68k, а позднее — на мини-компьютеры с архитектурой PowerPC под управлением UNIX. DPS 7 и GCOS 7 продолжают развиваться под названием DSP 7000.
В 1980-х Honeywell продает свой компьютерный бизнес компании Bull, которая дает новое название DSP-9000 всей линии ЭВМ на базе GCOS-8.
К концу 1990-х годов корпорация Bull начинает работать с Intel. В начале 2000-х Bull создает аппаратную платформу NovaScale на базе Intel Itanium II, запускающую Windows и Linux. Bull планирует поддерживать GCOS7 и GCOS8 по меньшей мере до 2025 года, включая разработку аппаратных и программных обновлений.
Следы GCOS можно отыскать в современных UNIX-подобных ОС. Некоторые UNIX-машины в Bell Labs использовали GCOS для буферизации печати. До наших дней в структуре passwd сохранилось поле pw_gecos, содержащее полное имя пользователя.